# Окра, Джейкоб
Дже́йкоб Окра́ (англ. Jacob Okrah; род. 7 сентября 2008) — ганский футболист, полузащитник клуба «Берекум Челси». Является одним из самых молодых игроков, сыгравших за основной состав.

## Карьера
Играл в дубле команды «Берекум Челси». Периодически привлекался к матчам основной команды. В Премьер-лиге Ганы дебютировал 26 декабря 2021 года в матче против «Ашанти Голд», выйдя на замену на 95-й минуте вместо Кельвина Обенга. «Берекум Челси» выиграли 1:0.